# Philip Seymour Hoffman
Philip Seymour Hoffman (Fairport, 23 luglio 1967 – New York, 2 febbraio 2014) è stato un attore statunitense.
Nato e cresciuto a Fairport, New York, Hoffman è stato attratto dal teatro in gioventù, dopo aver assistito a 12 anni a una produzione teatrale di Erano tutti miei figli di Arthur Miller. Hoffman ha studiato recitazione alla Tisch School of the Arts della Università di New York e ha iniziato la sua carriera sul grande schermo in un episodio di Law & Order - I due volti della giustizia del 1991, iniziando a comparire nei film nel 1992. Si è fatto notare per il suo lavoro di supporto, in particolare in Scent of a Woman - Profumo di donna (1992), Twister (1996), Boogie Nights - L'altra Hollywood (1997), Happiness - Felicità (1998), Patch Adams (1998), Il grande Lebowski (1998), Magnolia (1999), Il talento di Mr. Ripley (1999), Quasi famosi (2000), Ubriaco d'amore (2002) e ...e alla fine arriva Polly (2004).
Ha iniziato a recitare in ruoli da protagonista e per la sua interpretazione dello scrittore Truman Capote in Truman Capote - A sangue freddo (2005) ha ottenuto l'Oscar al miglior attore, oltre a diversi altri riconoscimenti. Il profilo di Hoffman ha continuato a crescere e ha ricevuto tre nomination all'Oscar al miglior attore non protagonista per le sue interpretazioni di un ufficiale della CIA brutalmente franco in La guerra di Charlie Wilson (2007), di un prete cattolico accusato di pedofilia in Il dubbio (2008) e del leader carismatico di un movimento simile a Scientology in The Master (2012), nonché tre candidature al Tony Award per il suo lavoro nei teatri di Broadway.
Hoffman ha lottato con la tossicodipendenza da giovane ed è ricaduto nel 2012 dopo molti anni di astinenza. Nel febbraio 2014 è morto per un'intossicazione combinata da droghe. Ricordato per la sua impavidità nell'interpretare personaggi riprovevoli e per aver dato profondità e umanità a tali ruoli, Hoffman è stato descritto nel necrologio del New York Times come "forse l'attore americano più ambizioso e ampiamente ammirato della sua generazione".

## Biografia
Hoffman nacque a Fairport, New York, un sobborgo di Rochester. Sua madre, Marilyn O'Connor (nata Loucks), cattolica e nativa di Waterloo, New York, era un giudice del tribunale della famiglia e avvocato. Suo padre, Gordon Stowell Hoffman, protestante di origine tedesca, era un ex dirigente Xerox. I suoi genitori divorziarono quando aveva 9 anni. Aveva due sorelle, Jill ed Emily, e un fratello, Gordy. Quest'ultimo scrisse la sceneggiatura per Love Liza (2002), film in cui Hoffman interpretò il protagonista. Nonostante il battesimo e la messa frequentata da bambino, Hoffman non ricevette una particolare educazione religiosa.
Hoffman incominciò a recitare al liceo, dopo un infortunio al collo che lo costrinse a rinunciare alla lotta amatoriale. Nel 1984, allora diciassettenne, fu selezionato per partecipare al Theater School presso la New York State Summer School of the Arts a Saratoga Springs. Qui conobbe Bennett Miller e Dan Futterman, suoi futuri collaboratori. Dopo il diploma alla Fairport High School, Hoffman partecipò al programma estivo del Circle in the Square Theatre, continuando la sua formazione di attore con l'insegnante di recitazione Alan Langdon. Conseguì un BFA in Teatro nel 1989 alla Tisch School of the Arts della New York University. Qui, con l'attore Steven Schub e il regista Bennett Miller, fondò la compagnia teatrale Bullstoi Ensemble.

### Carriera
Esponente del cinema indipendente, debuttò nel 1991 con la partecipazione a Triple Bogey on a Par Five Hole. Notato dalle grandi case di produzione cinematografica di Hollywood, nel 1992 venne chiamato per interpretare il ruolo di George Willis Jr. in Scent of a Woman - Profumo di donna, e nello stesso anno partecipò al film Un uomo, una donna, una pistola. Negli anni successivi fu protagonista di diversi film di grande successo, quali Boogie Nights - L'altra Hollywood, Il grande Lebowski, Happiness - Felicità, Magnolia, Il talento di Mr. Ripley, Quasi famosi, Ubriaco d'amore, Red Dragon e La 25ª ora. Attivo anche in ambito teatrale, si aggiudicò un Tony Award come miglior attore da palcoscenico nel 2000.
Nel 2005, grazie alla sua interpretazione di Truman Capote nel film Truman Capote - A sangue freddo, venne consacrato come uno dei massimi esponenti della cinematografia mondiale. Per questa interpretazione si aggiudicò diversi premi internazionali, tra cui l'Oscar al miglior attore protagonista nel 2006 e il British Academy of Film and Television Arts. Successivamente venne candidato all'Oscar al miglior attore non protagonista per tre volte: nel 2008 per La guerra di Charlie Wilson, nel 2009 per Il dubbio e nel 2013 per The Master. Nel 2009 interpretò anche Il Conte nel film I love Radio Rock. Nel 2010 esordì alla regia con Jack Goes Boating. Nel 2012 si unì al cast di Hunger Games - La ragazza di fuoco interpretando lo stratega Plutarch Heavensbee, ruolo che ricoprì anche nel sequel Hunger Games - Il canto della rivolta - Parte 1, uscito nel 2014, e in Hunger Games - Il canto della rivolta - Parte 2 del 2015.

### Morte
Il 2 febbraio 2014, all'età di 46 anni, Philip Seymour Hoffman viene trovato morto nel suo appartamento di New York, nel quartiere di Manhattan, probabilmente a causa di un'overdose dovuta a speedball, un mix di eroina, cocaina e benzodiazepine. Secondo alcune fonti, al momento del ritrovamento del corpo, Hoffman aveva ancora la siringa e il laccio emostatico attaccato al braccio. I funerali si tennero il 7 febbraio nella chiesa di St. Ignatius Loyola di New York e vi presero parte molti suoi colleghi, tra cui Joaquin Phoenix, Amy Adams, Michelle Williams, Meryl Streep, Ethan Hawke, Ben Stiller, Cate Blanchett, Julianne Moore, Diane Keaton, Maya Rudolph, John C. Reilly, Sam Rockwell, Justin Theroux, Marisa Tomei, Laura Linney, Jake Gyllenhaal, Diane Sawyer, Billy Crudup, Ellen Burstyn, Ashley Olsen, Anna Paquin, Louis C.K., Spike Lee, Brian Dennehy, Mike Nichols, Paul Thomas Anderson e Chris Rock.
Fu in seguito cremato. Ai Premi Oscar 2018, Sam Rockwell ha dedicato la sua vittoria come miglior attore non protagonista a Hoffman.

## Vita privata
Hoffman ebbe una relazione sentimentale, finita poi nel 2013, con la costumista Mimi O'Donnell, conosciuta nel 1999 sul set dell'opera teatrale In Arabia We'd All Be Kings, da lui diretta. Dall'unione sono nati tre figli, Cooper Alexander (2003) anch'egli attore, Tallulah (2006) e Willa (2008).

## Filmografia

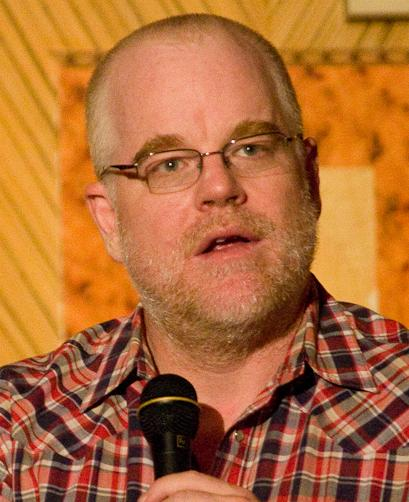
Philip Seymour Hoffman all'Hudson Union Society event 2010

### Attore

#### Cinema
- Triple Bogey on a Par Five Hole, regia di Amos Poe (1991)
- Un uomo, una donna, una pistola (My New Gun), regia di Stacy Cochran (1992)
- Vendesi miracolo (Leap of Faith), regia di Richard Pearce (1992)
- Scent of a Woman - Profumo di donna (Scent of a Woman), regia di Martin Brest (1992)
- Joey Breaker, regia di Steven Starr (1993)
- Fantasma per amore (My Boyfriend's Back), regia di Bob Balaban (1993)
- Milionario per caso (Money for Nothing), regia di Ramón Menéndez (1993)
- Getaway (The Getaway), regia di Roger Donaldson (1994)
- Szuler, regia di Adek Drabinski (1994)
- Amarsi (When a Man Loves a Woman), regia di Luis Mandoki (1994)
- La vita a modo mio (Nobody's Fool), regia di Robert Benton (1994)
- Sydney (Hard Eight), regia di Paul Thomas Anderson (1996)
- Twister, regia di Jan de Bont (1996)
- Boogie Nights - L'altra Hollywood (Boogie Nights), regia di Paul Thomas Anderson (1997)
- Montana, regia di Jennifer Leitzes (1998)
- Prossima fermata Wonderland (Next Stop Wonderland), regia di Brad Anderson (1998)
- Il grande Lebowski (The Big Lebowski), regia di Joel Coen (1998)
- Happiness - Felicità (Happiness), regia di Todd Solondz (1998)
- Patch Adams, regia di Tom Shadyac (1998)
- Flawless - Senza difetti (Flawless), regia di Joel Schumacher (1999)
- Magnolia, regia di Paul Thomas Anderson (1999)
- Il talento di Mr. Ripley (The Talented Mr. Ripley), regia di Anthony Minghella (1999)
- Hollywood, Vermont. (State and Main), regia di David Mamet (2000)
- Quasi famosi (Almost Famous), regia di Cameron Crowe (2000)
- Love Liza, regia di Todd Louiso (2001)
- Ubriaco d'amore (Punch-Drunk Love), regia di Paul Thomas Anderson (2002)
- Red Dragon, regia di Brett Ratner (2002)
- La 25ª ora (25th Hour), regia di Spike Lee (2002)
- La doppia vita di Mahowny (Owning Mahowny), regia di Richard Kwietniowski (2003)
- Ritorno a Cold Mountain (Cold Mountain), regia di Anthony Minghella (2003)
- ...e alla fine arriva Polly (Along came Polly), regia di John Hamburg (2004)
- Strangers with Candy, regia di Paul Dinello (2005)
- Truman Capote - A sangue freddo (Capote), regia di Bennett Miller (2005)
- Mission: Impossible III, regia di J. J. Abrams (2006)
- La famiglia Savage (The Savages), regia di Tamara Jenkins (2007)
- Onora il padre e la madre (Before the Devil Knows You're Dead), regia di Sidney Lumet (2007)
- La guerra di Charlie Wilson (Charlie Wilson's War), regia di Mike Nichols (2007)
- Synecdoche, New York, regia di Charlie Kaufman (2008)
- Il dubbio (Doubt), regia di John Patrick Shanley (2008)
- I Love Radio Rock (The Boat That Rocked), regia di Richard Curtis (2009)
- Il primo dei bugiardi (The Invention of Lying), regia di Ricky Gervais (2009) - Cameo
- I Knew It Was You, regia di Richard Shepard (2009)
- Jack Goes Boating, regia di Philip Seymour Hoffman (2010)
- Le idi di marzo (The Ides of March), regia di George Clooney (2011)
- L'arte di vincere (Moneyball), regia di Bennett Miller (2011)
- The Master, regia di Paul Thomas Anderson (2012)
- Una fragile armonia (A Late Quartet), regia di Yaron Zilberman (2012)
- Hunger Games - La ragazza di fuoco (The Hunger Games: Catching Fire), regia di Francis Lawrence (2013)
- God's Pocket, regia di John Slattery (2014)
- La spia - A Most Wanted Man (A Most Wanted Man), regia di Anton Corbijn (2014) – postumo
- Hunger Games - Il canto della rivolta - Parte 1 (The Hunger Games: Mockingjay - Part 1), regia di Francis Lawrence (2014) – postumo
- Hunger Games - Il canto della rivolta - Parte 2 (The Hunger Games: Mockingjay - Part 2), regia di Francis Lawrence (2015) – postumo

#### Televisione
- Law & Order - I due volti della giustizia (Law & Order) – serie TV, episodio 1x14 (1991)
- Un cucciolo per Jody (The Yearling), regia di Rod Hardy – film TV (1994)
- Empire Falls - Le cascate del cuore (Empire Falls), regia di Fred Schepisi – miniserie TV (2005)

#### Cortometraggi
- The Fifteen Minute Hamlet, regia di Todd Louiso (1995)
- Culture, regia di Will Speck e Josh Gordon (1997)

### Doppiatore
- Mary and Max, regia di Adam Elliot (2009)

### Regista
- Jack Goes Boating (2010)

### Produttore
- God's Pocket, regia di John Slattery (2014)

## Teatro (parziale)
- Shopping and Fucking di Mark Ravenhill, regia di Max Stafford-Clark. New York Theatre Workshop dell'Off Broadway (1998)
- True West di Sam Shepard, regia di Matthew Warchus. Circle in the Square Theatre di Broadway (2000)
- Il gabbiano di Anton Čechov, regia di Mike Nichols. Delacorte Theater di New York (2001)
- Lungo viaggio verso la notte di Eugene O'Neill, regia di Robert Falls. Plymouth Theatre di Broadway (2003)
- Otello di William Shakespeare, regia di Peter Sellars. Jack. H. Skirball Center for the Performing Arts dell'Off Broadway (2009)
- Morte di un commesso viaggiatore di Arthur Miller, regia di Mike Nichols. Ethel Barrymore Theatre di Broadway (2012)

## Riconoscimenti
- Premio Oscar
  - 2006 – Miglior attore protagonista per Truman Capote - A sangue freddo
  - 2008 – Candidatura al Miglior attore non protagonista per La guerra di Charlie Wilson
  - 2009 – Candidatura al Miglior attore non protagonista per Il dubbio
  - 2013 – Candidatura al Miglior attore non protagonista per The Master

- Golden Globe
  - 2006 – Miglior attore in un film drammatico per Truman Capote – A sangue freddo
  - 2008 – Candidatura al Miglior attore in un film commedia o musicale per La famiglia Savage
  - 2008 – Candidatura al Miglior attore non protagonista per La guerra di Charlie Wilson
  - 2009 – Candidatura al Miglior attore non protagonista per Il dubbio
  - 2013 – Candidatura al Miglior attore non protagonista per The Master

- Premio BAFTA
  - 2006 – Miglior attore protagonista per Truman Capote – A sangue freddo
  - 2008 – Candidatura al Miglior attore non protagonista per La guerra di Charlie Wilson
  - 2009 – Candidatura al Miglior attore non protagonista per Il dubbio
  - 2012 – Candidatura al Miglior attore non protagonista per Le idi di marzo
  - 2013 – Candidatura al Miglior attore non protagonista per The Master

- Premio Emmy
  - 2005 – Candidatura al miglior attore in un film o miniserie per Empire Falls – Le cascate del cuore
- Tony Award
  - 2000 – Candidatura per il miglior attore protagonista in un'opera teatrale per True West
  - 2003 – Candidatura per il miglior attore non protagonista in un'opera teatrale per Lungo viaggio verso la notte
  - 2012 – Candidatura per il miglior attore protagonista in un'opera teatrale per Morte di un commesso viaggiatore

- London Critics Circle Film Awards
  - 2012 – Miglior attore non protagonista per The Master

## Doppiatori italiani
Nelle versioni in italiano delle opere in cui ha recitato, Philip Seymour Hoffman è stato doppiato da:
- Pasquale Anselmo in Milionario per caso, Twister, Il talento di Mr. Ripley, La doppia vita di Mahowny, Ritorno a Cold Mountain, La famiglia Savage, Il dubbio, I Knew It Was You, Le idi di marzo, Hunger Games - La ragazza di fuoco, Hunger Games - Il canto della rivolta - Parte 1, Hunger Games - Il canto della rivolta - Parte 2
- Francesco Pannofino in Quasi famosi (ridoppiaggio), Ubriaco d'amore, Red Dragon, ...e alla fine arriva Polly, Mission: Impossible III, La guerra di Charlie Wilson, I Love Radio Rock, The Master, God's Pocket, La spia - A Most Wanted Man
- Roberto Chevalier in Truman Capote - A sangue freddo, Il primo dei bugiardi
- Edoardo Nevola in La vita a modo mio, Sydney
- Teo Bellia in Getaway, Ritorno a Cold Mountain (ridoppiaggio)
- Riccardo Rossi in Law & Order - I due volti della giustizia, Magnolia
- Giuliano Santi in Un uomo, una donna, una pistola
- Vittorio De Angelis in Vendesi miracolo
- Massimiliano Alto in Scent of a Woman - Profumo di donna
- Gianluca Tusco in Amarsi
- Luigi Ferraro in Prossima fermata Wonderland
- Roberto Gammino in Boogie Nights - L'altra Hollywood
- Roberto Stocchi in Il grande Lebowski
- Alessio Cigliano in Happiness - Felicità
- Danilo De Girolamo in Patch Adams
- Corrado Conforti in Fantasma per amore
- Massimo De Ambrosis in Flawless - Senza difetti
- Riccardo Niseem Onorato in Hollywood, Vermont
- Antonio Sanna in Quasi famosi
- Walter Rivetti in Per amore di Liza
- Stefano Mondini in La 25ª ora
- Francesco Prando in Empire Falls - Le cascate del cuore
- Pino Insegno in Onora il padre e la madre
- Dario Oppido in Jack Goes Boating
- Angelo Maggi in Synecdoche, New York
- Paolo Marchese in L'arte di vincere
- Massimo Rossi in Una fragile armonia